# Obora (Racibórz)

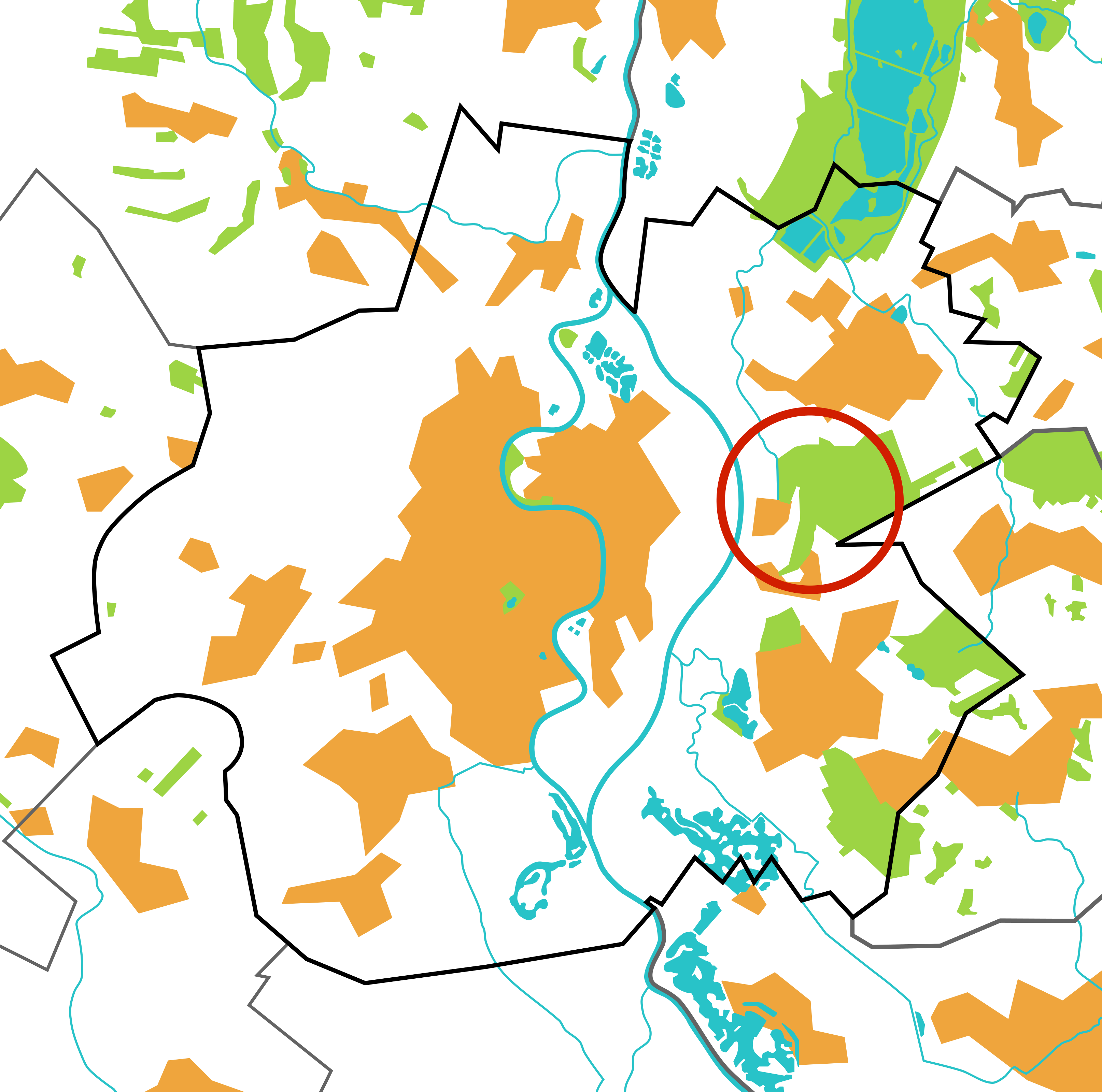
Plan Raciborza z zaznaczoną lokalizacją Obory

Obora – dzielnica Raciborza położona na wschód od kanału Ulga w jego środkowej części. Obejmuje osiedle domów jednorodzinnych oraz jego okolice wraz z lasem Obora.
Dzielnica wzięła swą nazwę od lasu, który od wieków określany był mianem Obora. Nazwa wzięła się stąd, iż prawdopodobnie w okolicy znajdowały się miejsca schronienia dla zwierząt. Możliwe jest także, że trzymano tu zwierzynę, na którą urządzano polowania. Mimo słowiańskiego pochodzenia, nazwa była używana powszechnie również przez Niemców. W latach 30. XX w. wprowadzono co prawda nazwę Stadtwald, ale się nie przyjęła.
Do 1928 r. las Obora należał do dóbr książęcych. Wtedy to władze miejskie wykupiły teren od księcia Wiktora von Ratibora. W lesie znajduje się cmentarzysko ciałopalne datowane na okres od VI do IX w. Znajdowało się w nim niegdyś również źródło wody dla miejskich wodociągów. Ze źródła tego korzystało również początkowo osiedle Obora. Dopiero przy okazji budowy nowego mostu nad kanałem Ulga w ciągu ul. Rybnickiej przyłączono je do miejskiej sieci, a leśne ujęcie przestało być eksploatowane. Przez krótki czas przy drodze do lasu funkcjonował również przystanek kolejowy Ratibor Stadtwald na linii wąskotorowej z Raciborza do Gliwic, zlikwidowany w 1945 r.
Las jest terenem rekreacyjnym. Na jego terenie znajduje się m.in. restauracja, ścieżka zdrowia, szlaki turystyczne i rowerowe, tor saneczkowy, mini-zoo, nieużywana już skocznia narciarska i powstający pod nią ogród botaniczny. Las jest także siedliskiem dla wielu rzadkich gatunków roślin, dzięki czemu w 2000 r. utworzono w nim Arboretum Bramy Morawskiej, które wchodzi w skład parku krajobrazowego Cysterskie Kompozycje Krajobrazowe Rud Wielkich.
W Oborze bierze także swój początek struga Łęgoń.
Budowa osiedla mieszkaniowego rozpoczęła się w latach 60. XX w. Składa się ono z kilkudziesięciu domów położonych na niewielkich działkach wzdłuż siedmiu ulic (Markowickiej, Stefana Drzewieckiego, Emilii Plater, Leona Czogały, Emanuela Smołki, Księcia Leszka Raciborskiego i Księcia Przemysława). Po powodzi w 1997 r. naprzeciwko osiedla wybudowano nowe kąpielisko miejskie, które zastąpiło zniszczony basen przy ulicy Bema. W 2007 r. niedaleko osiedla otwarto także centrum handlowe i hipermarket Auchan.
Osiedle podlega parafii św. Paschalisa. Znajduje się w nim kościół filialny, konsekrowany 4 sierpnia 2002 r. przez biskupa Jana Kopca.